# Бог та гендер в індуїзмі
Індуїзм як сукупність різних вірувань, релігійних і філософських традицій, розглядає різні підходи до визначення гендерної приналежності божеств. Індуїстський автор Сітансу Чакраварті описує поняття Бога в індуїзмі таким чином: «Індуїзм — це монотеїстичні релігія, послідовники якої вірять в те, що Божество проявляє себе (Він чи Вона) у різноманітних формах. Людина може поклонятися Божеству в тому Його чи Її прояві, яке найбільш близьке їй, не будучи при цьому не шанобливим до інших форм поклоніння».
У одному з напрямків індуїзму Бог розглядається як прояв безликого верховного Брахмана, який не має гендера. Також Бог може розглядатися як аватар верховного божества (Ішвари чи Бхагавана). В інших школах індійської філософії Бог зображується андрогінним, одночасно як чоловік і як жінка, іноді або як чоловік, або як жінка. У традиціях шакті богиня Шакті є жінкою. Вона сприймається як Богиня-Матір, а Шива як Батько-творець світу. Існування таких пар обумовлене давньою індійською міфологією, за якою  кожен чоловік дева в індуїстському пантеоні має жіночу половину — деві.

## Історія
У Ведах часто згадуються божества обох статей. У Рігведі, яка датується 2 ст. до н. е., оспівуються як боги, так і богині. Ушас, богиня світанків, возвеличена в двадцяти гімнах розділів VI.64, VI.65, VII.78 та X.172, а також гімні VI.64.5, у яких зазначено, що Ушас одна з тих, кому треба поклонятися в першу чергу. Інші богині, які згадуються в ведичній літературі в одному контексті з богами-чоловіками: Пртіві (земля), Адіті (мати богів, достатку), Сарасваті (ріка, пожива), Вак (звук та мовлення) та Нірті (смерть, руйнування). Філолог та сходознавець Макс Мюллер зазначав, що, незважаючи на різну частотність згадування у ведичних текстах богів та богинь, «серед них немає більш важливих чи менш важливих; майже усі вони представлені як вищі і абсолютні». Американська буддистська феміністка Ріта Грос стверджувала, що в давній і середньовічній індуїстській літературі багато богів, богинь і андрогінних уявлень про Бога. Це відрізняється від монотеїстичних релігій, де Бог часто є синонімом «Він». Стародавня література представляє баланс між богами двох статей, вони доповнюють один одного. Богині в індуїзмі, стверджує Гросс, сильні, красиві і впевнені, що символізує життєздатність у циклі життя. Незважачи на те, що боги-чоловіки символічно представлені як ті, хто діє, боги-жінки символічно зображуються як ті, хто надихає дію. Богині в індуїзмі — покровительниці мистецтва, культури, виховання, навчання, радощів, духовності та звільнення (від сансари).
У Бгагавадгіті в десятій пісні «Досконалість абсолюту» Бог (Крішна) каже Арджуні, що він (бог) є усим: Я вітер з очисних стихій, з воїв — Рами відвага, Із риб я — акула, а з рік повноводних я — Ганга.
Усяких створінь я — початок, кінець, середина, Я — вчення про душу, я — мудрості мова єдина.
Із літер я — А, я — зразок граматичних сполучень, Я — час нескінченний, я — вічний учитель і учень.
Народження й смерть, що усі їм підвладні істоти,
З жіночості — врода, принада, високі чесноти.

### Брахман
Один з трьох верховних богів в індуїзмі, найбільший культ цього божества був у доведійський період. За сюжетом з «Матабхарата» бог  Брахма народився з яйця, яке розколов на дві частини, з яких потім з'явилися земля та небо. Вслід за цим Брахма розділився на два втілення: чоловіче і жіноче. Проте, Брахма являє собою лише чоловіче начало, в той час, як всі інші боги індуїстського пантеону можуть являти собою і жіноче.
Так само, як і поява самої смерті пов'язана з ім'ям Брахми. За легендою, смерть з'явилася з тіла Брахми в образі жінки, а її сльози стали хворобами, що приносили смерть.
Німецький індологіст та лінгвіст Генріх Роберт Зімер роз'яснює поняття гендеру в санскритській мові та поняття Брахмана і Бога в індуїзмі, а саме: «Слід розуміти, що санскритською граматична стать не завжди є ознакою фізичної статі. Індивід може бути чоловіком з однієї точки зору і жінкою з іншої. Брахмана можна розглядати як „утробу“ життя. Сутність і природа відповідно маскулінні і фемінні, але є включеними в поняття Бога, який є ні тим, ні іншим».
- Генріх Зімер, «Міфи та символи в індійському мистецтві та цивілізації»

## Міфологія
Численні деви (боги) і девіси (богині) є частиною індуїстської міфології. Вони описані в символічних історіях, які синтезують Бога і гендер з ідеями і цінностями. Вішну пурана, наприклад, цитує міф, що описує чоловічих богів і жіночих богинь з іменами, які завантажені символікою.

### Смарта і Адвайта
Традиція Смарта, яка слідує філософії Адвайта, вважає, що всі форми, чоловічі і жіночі, є різними формами безособового Абсолюту, Брахмана, який є середнього роду і ніколи не може бути визначений. Брахман розглядається таким, що не має особистих атрибутів (Nirguna Brahman) або з атрибутами (Saguna Brahman, прирівняними до Ішвара). У Адвайта Веданта Ішвара є Брахманом. Таким чином, відповідно до поглядів Смарта, божественне може бути з атрибутами (Сагуна Брахман), а також розглядатися з будь-якими атрибутами (наприклад, богиня).

### Шива і Вішну
У вайшнавізмі і шаївізмі Бог, Вішну або Шива, відповідно, персоніфікований як чоловічий. Гендерна приналежність Бога у цих під-школах виходить за рамки цього поняття, і чоловіча форма використовується як ікона, щоб допомогти зосередити Пуджу (поклоніння). Використання ікон не обмежується чоловічими формами.
Шива один з трьох верховних богів в індуїзмі, деякий час вважався богом, що створив світ. Виступає в образі чоловіка, проте, так як і всі боги індуїстського пантеону, має жіноче начало. Шива має дружину Парваті, яка є його шакті і завжди з ним у кожних його аватарах (зображеннях).

### Радха Крішна
Загальне відокремлення шакти і сактіману, тобто жіночий і чоловічий принцип в бозі, приходить до висновку, що Сакті і Сактиман є однаковими. Кожен бог має свого партнера, «другу половину» або «шакті», і без шікті його іноді розглядають як без суттєвої сили. У деяких школах бхакти віддані індуїзму поклоняються обом статям як богоподібній парі, а не як одній конкретній статі.
З вайшнавістської точки зору божественна жіноча енергія (Шакті) передбачає божественне джерело енергії, тобто Бог як шактіман. «Сіта відноситься до Рами; Лакшмі належить Нараяні; Радха має свою Крішну». Жіночне, в цих парах, розглядається як джерело енергії і сутності чоловіка.
Однією з видатних особливостей вайшнавізму в Маніпурі, наприклад, є поклоніння обом гендерам разом. Віддані не поклоняються тільки Крішні або тільки Радхе, а Радха-Крішні. Танець «раса» та інші танці є особливістю регіональної народної та релігійної традиції, і часто, наприклад, танцівниця зображуватиме маскулінного Крішну та його дружину, Радху, у тому ж творі.